# Маркитанты

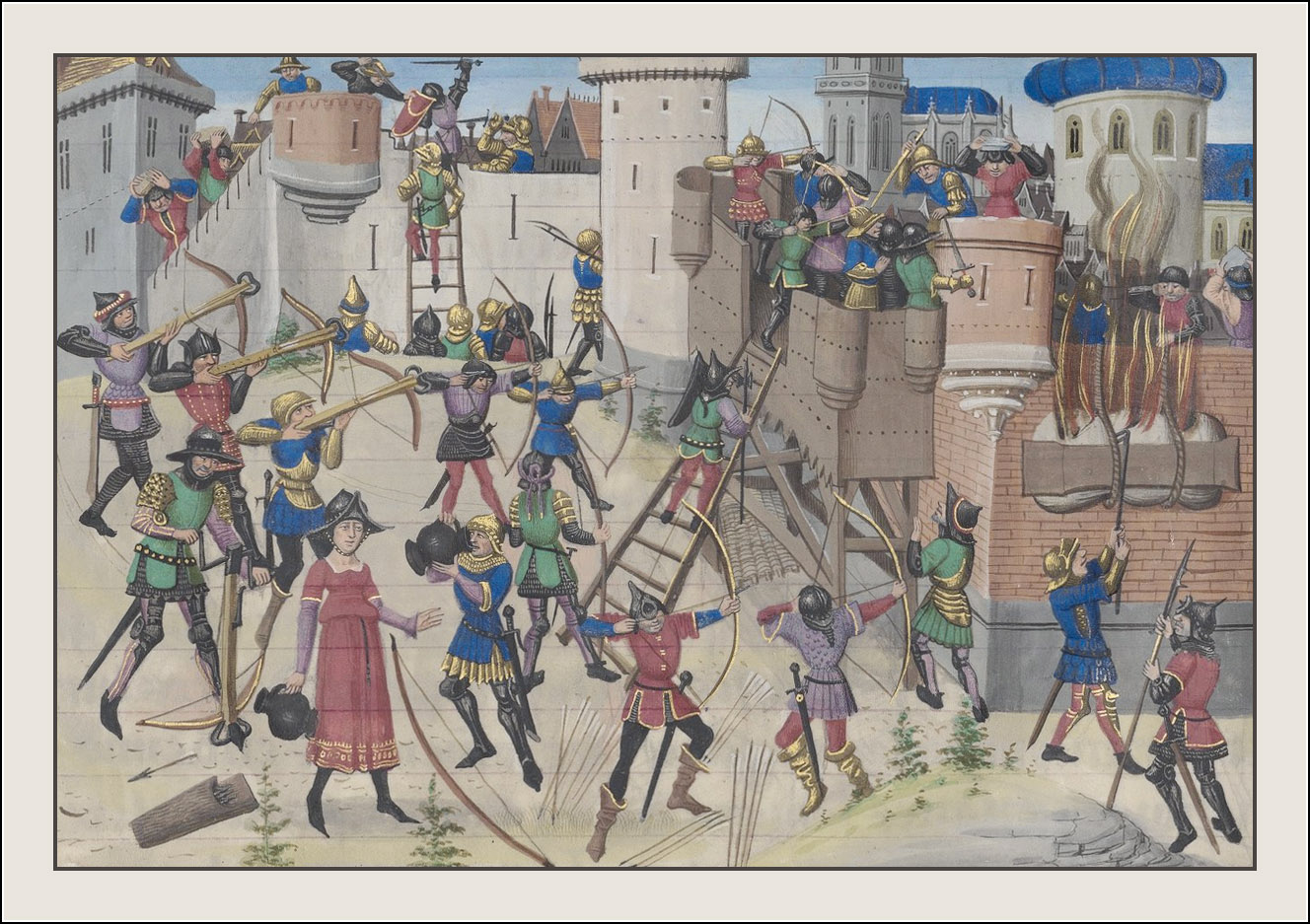
Осада Иерусалима (1187). Миниатюра из «Сокращения хроник» Давида Обера, 1462 г.

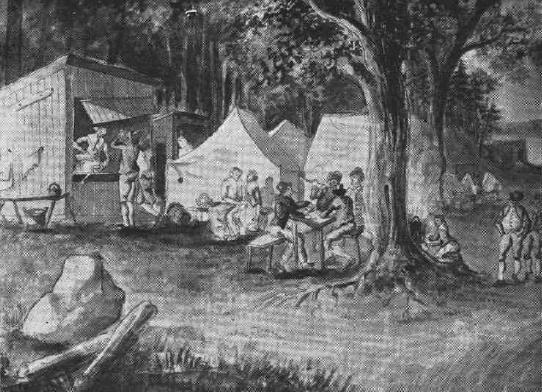
Маркитанты в лагере. Шведская акварель, 1790 г.

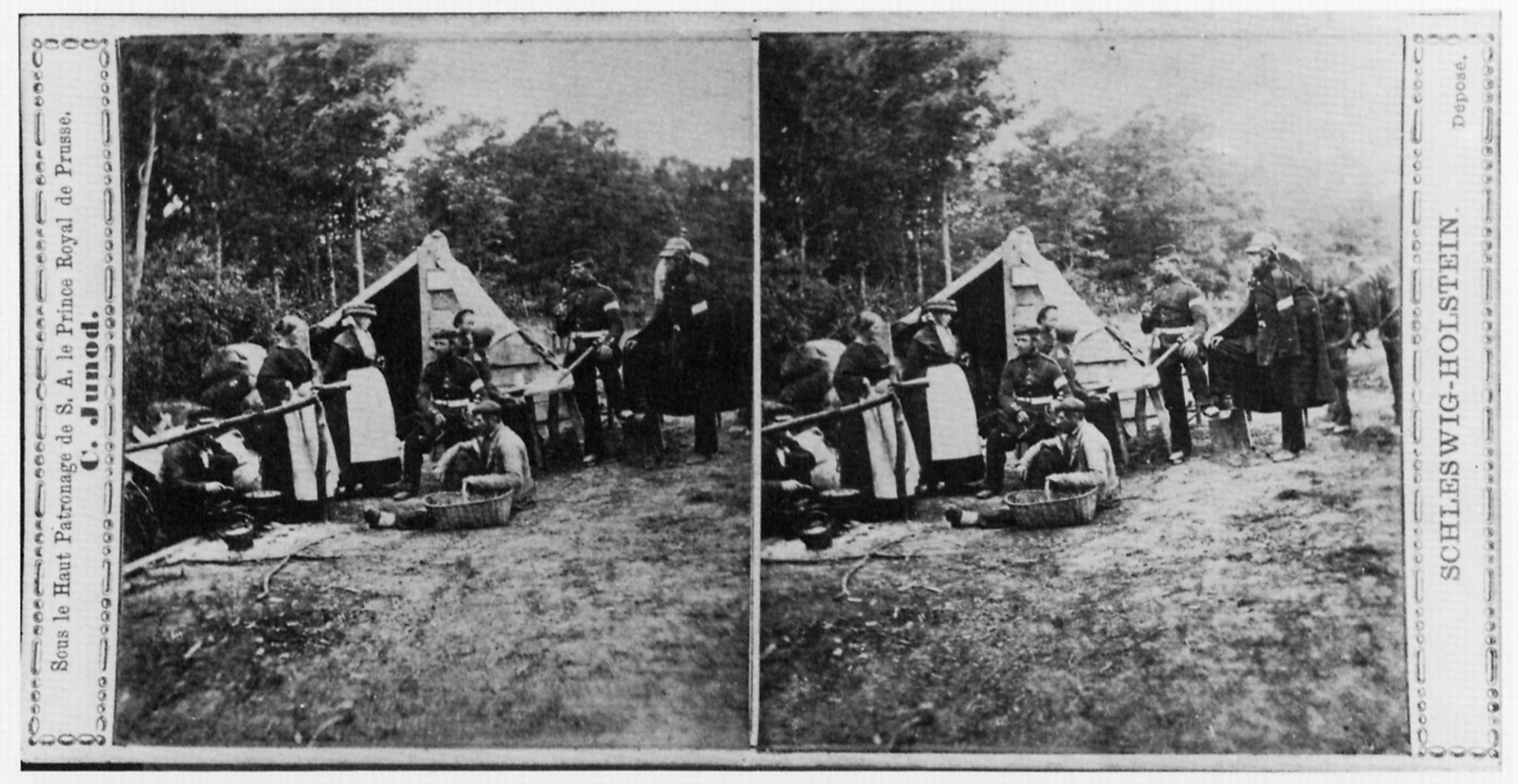
Прусские маркитантки в Нюббеле во время Австро-прусско-датской войны, 1864 г.

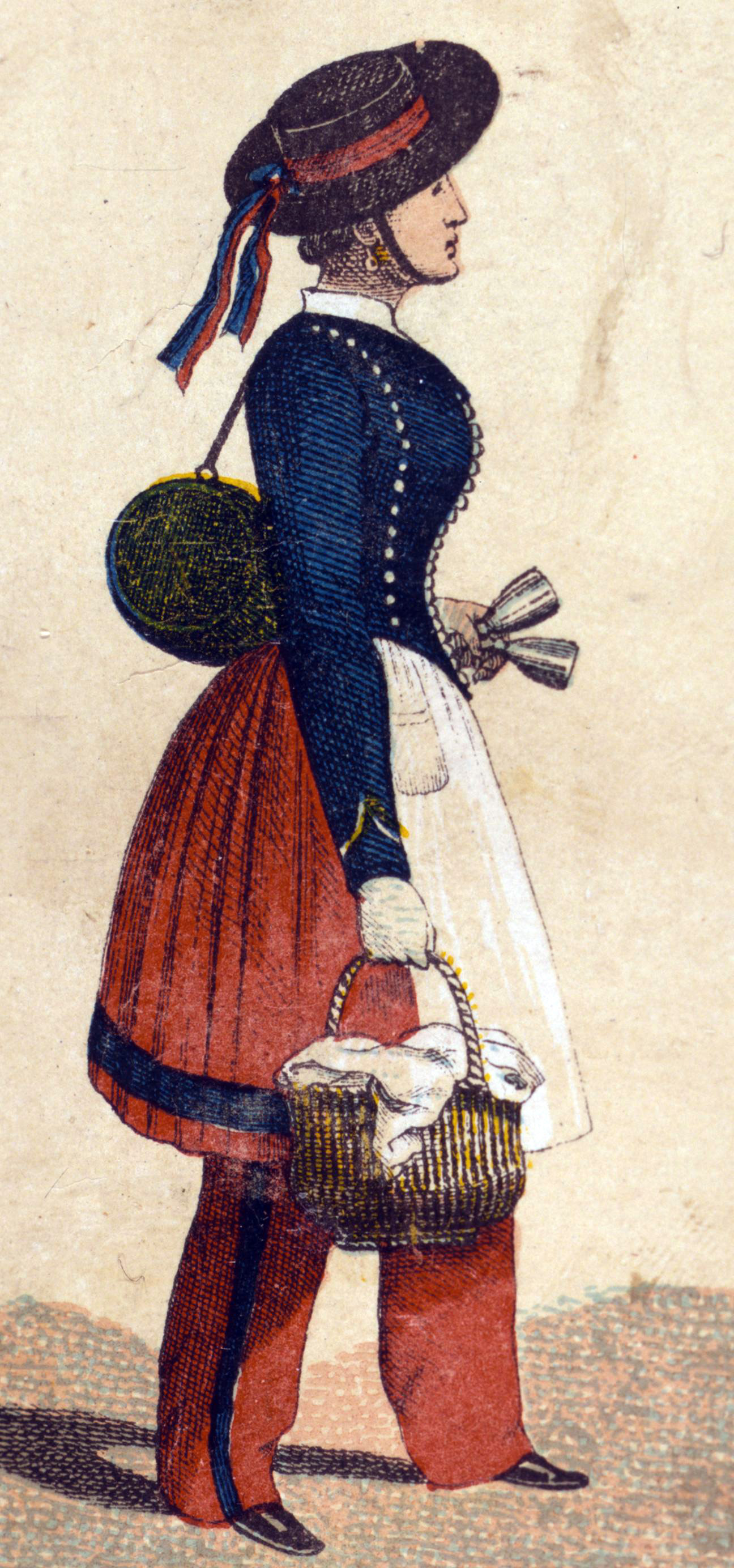
Французская маркитантка, 1853 г.

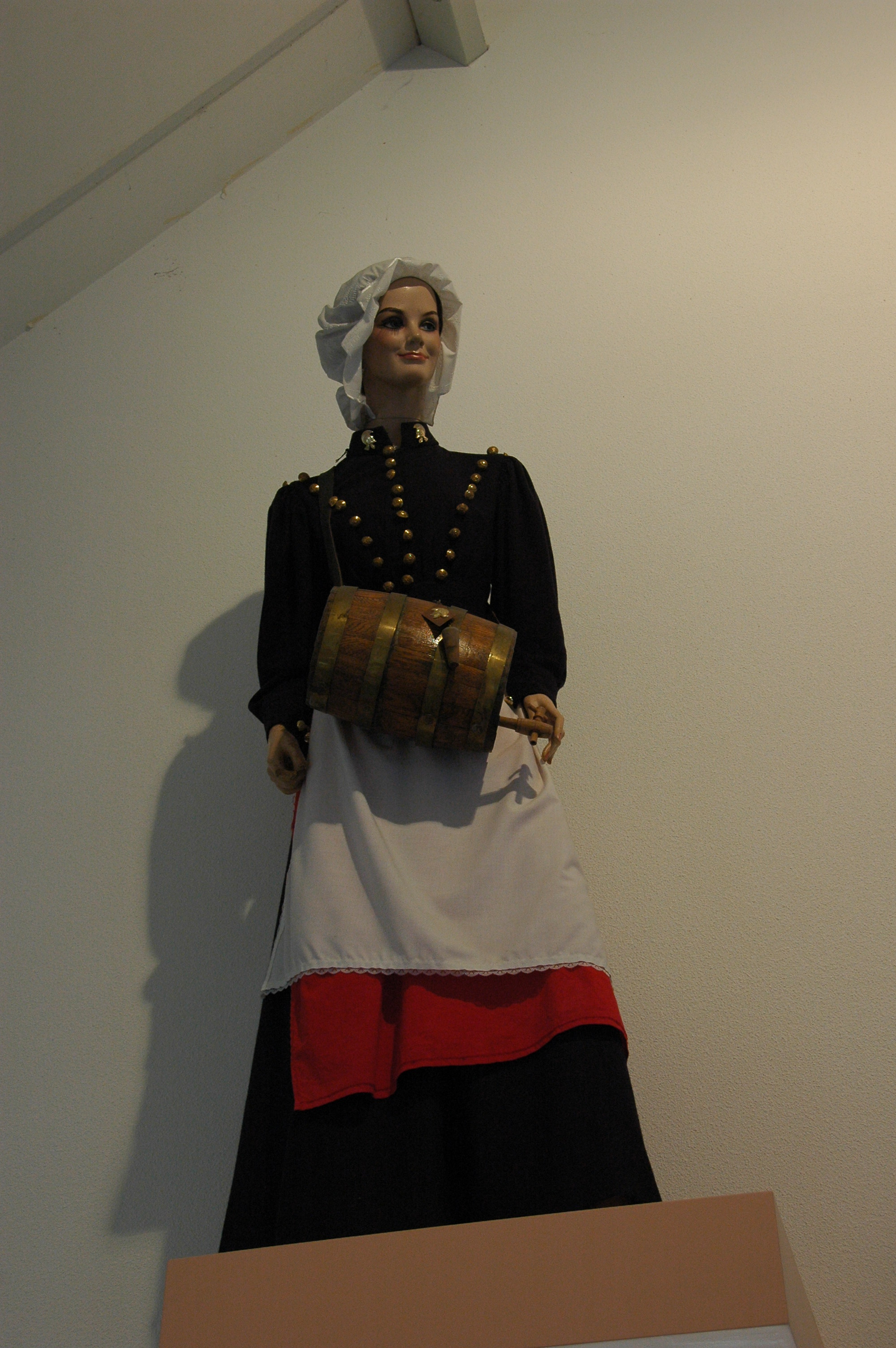
Манекен маркитантки в музее, Вюгт, Нидерланды

Маркита́нты (нем. Marketender, от итал. mercatante — «торговец», «продавец»), Маркетант — мелкие торговцы съестными припасами, напитками и предметами военного обихода, сопровождавшие войска в лагере, в походах, на манёврах и во время войны. 
Маркитантская деятельность во всех европейских армиях осуществлялась до начала XX века, упразднена в ходе Первой мировой войны.

## История
Маркитанты существовали ещё в греческом (где к ним причислялись сопровождавшие войска слуги и гетеры) и римском войске (под названием «Lixae»). 
Ликсы сопровождали римское войско в походах на войну и продавали военнослужащим всякого рода припасы и напитки, а также оказывали им и другого рода услуги за деньги. Воинские начальники часто привлекали их вместе с обозными людьми (calones) к различным работам, например, обустройству лагерей, возведению окопов и тому подобному. Во время стоянок ликсы со своими палатками размещались вне воинского лагеря, перед porta decumana, то есть воротами, которые находились на задней стороне полевого лагеря, не обращенной к неприятелю. 
Наибольшее значение маркитанты имели в Средние века, когда обеспечение продовольствием на войне предоставлялось собственному попечению военнослужащих воюющих сторон за счёт собственного жалованья. Со времени появления регулярных массовых вооружённых сил и до организации системы регулярного снабжения армий в XVIII веке маркитанты играли ключевую роль в бытовом обеспечении военнослужащих. Деятельность маркитантов регламентировалась воинскими уставами. Надзор за деятельностью маркитантов осуществляли коменданты главных квартир и корпусов. В военное время маркитанты подчинялись действию военных законов (военно-уголовных законов) и были подсудны военным трибуналам.
В литературе маркитантки выведены в одноимённой песне Пьер-Жана де Беранже и пьесе Б. Брехта «Мамаша Кураж и её дети». Эпизодически они появляются и во многих других произведениях о войнах XVII—XIX веков (например, в «Пармской обители» Стендаля и в романе «Девяносто третий год» Гюго).

## Франция
Французская армия времен Людовиков XIV и XV была обременена огромной массой дармоедов, куда, под именем маркитантов, входили даже кондитеры, комедианты, парикмахеры и тому подобное. Во французской армии наряду с маркитантами мужчинами допускались маркитантки, то есть женщины. Роль и права маркитантов и маркитанток были определены особыми положениями для мирного и военного времени.

## Германия
У ландскнехтов в немецких государствах маркитанты, наряду с женщинами и слугами, считались необходимой принадлежностью формирований и состояли под начальством особого лица — румормейстера (нем. Rumormeister), и использовались для переноски тяжестей, стирки белья, приготовления пищи и других работ.
В Германской имперской армии положением от 1875 года маркитантам была дана подробная регламентация на их деятельность, то есть определено:
- маркитанты и их помощники должны быть из людей ранее служивших в войсках;
- маркитанты и их помощники получали жалованье и продовольствие в натуре для себя и лошадей;
- число маркитантов при каждой части: на каждый батальон, кавалерийский полк и артиллерийское отделение полагалось по одному маркитанту с помощником;
- число повозок: на каждый батальон, кавалерийский полк и артиллерийское отделение полагалось по две парные повозки;
- установлена особая форменная одежда: носят фуражки и мундиры своих частей;
- маркитанты и их помощники обязаны исполнять военные законы;
- и тому подобное.

## Россия
Положение маркитантов впервые было определено в Русской императорской армии, по воинскому уставу от 1716 года, и находились они в ведении генерал-вагенмейстера. Для их охраны выделялись особые провожатые. 
Позже по полевому положению 1890 года в русской армии деятельность маркитантов в полевых условиях находилась под контролем комендантов штабов.

## В популярной культуре
В маркитантку по ходу действия превращается главная героиня пьесы Бертольда Брехта «Мамаша Кураж и её дети».
Словосочетание «вилять, как маркитантская лодка» получило известность благодаря роману «Остров сокровищ» шотландского писателя Роберта Стивенсона, а также одноимённой советской экранизации 1988 года, где выражение использует в реплике один из пиратов во время плавания на «Испаньоле»:
Некоторое время он молча жевал табак, потом сплюнул и обратился к Долговязому Джону:

— Скажи, Окорок, долго мы будем вилять, как маркитантская лодка? Клянусь громом, мне до смерти надоел капитан! Довольно ему мной командовать! Я хочу жить в капитанской каюте, мне нужны ихние разносолы и вина.
— «Остров сокровищ», глава 11: «Что я услышал, сидя в бочке из-под яблок»